# Hérisson
 Hérisson  es una población y comuna francesa, situada en la región de Auvernia, departamento de Allier, en el distrito de Montluçon y cantón de Hérisson.

## Demografía
| 1170 | 1043 | 979 | 872 | 801 | 709 |
| Para los censos de 1962 a 1999 la población legal corresponde a la población sin duplicidades (Fuente: INSEE [Consultar]) |      |     |     |     |     |